# Dewlet I Girej
Dewlet I Girej (1512–1577) – chan krymski w latach 1551-1577.  Pod jego rządami Chanat Krymski przechodził swój złoty wiek.

## Życiorys

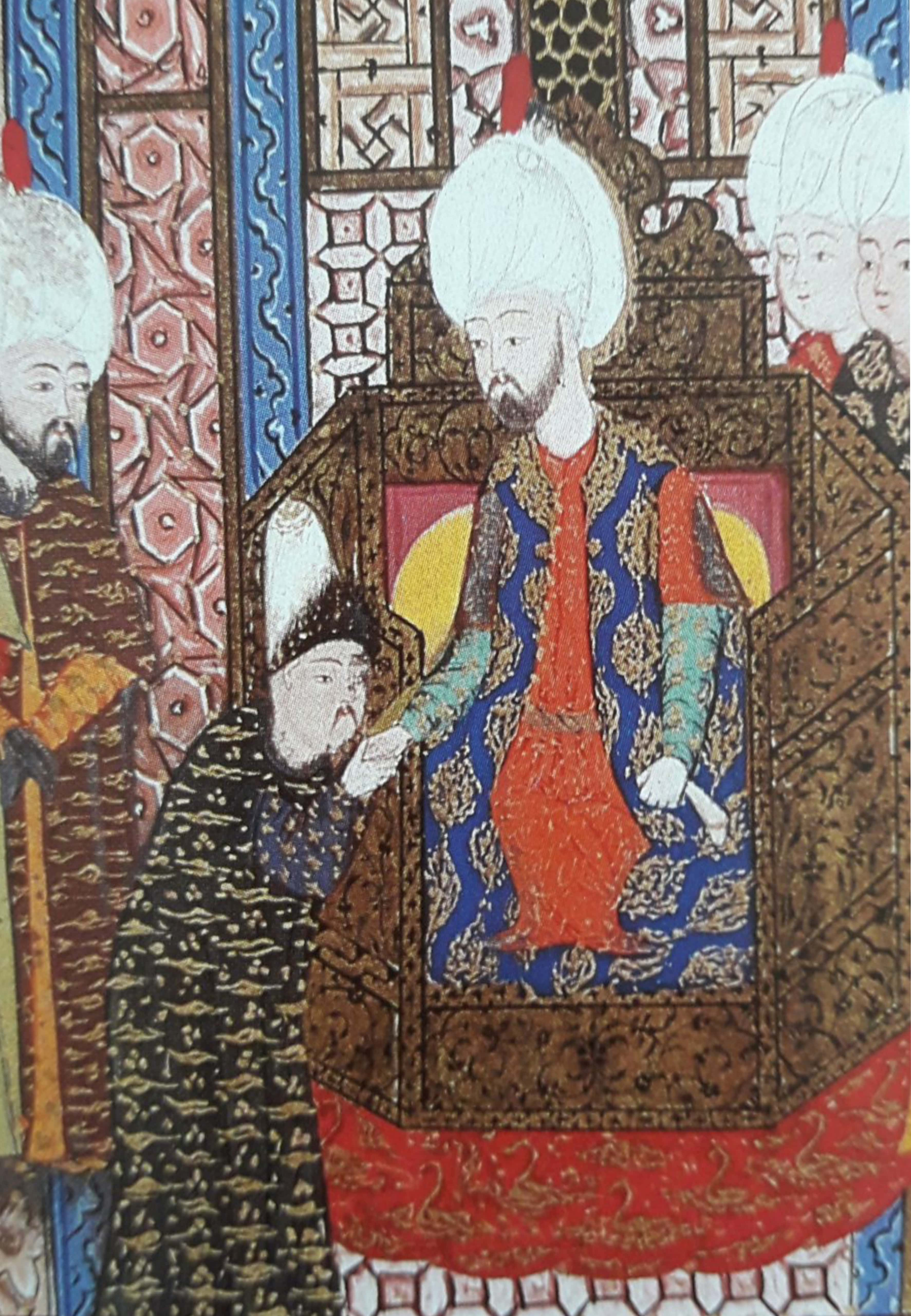
Dewlet Girej i Sulejman w 1551.

Uzyskał władzę z pomocą Turków osmańskich, jednak podczas jego panowania Chanat Krymski był stosunkowo niezależny.
Panowanie rozpoczął jesienią 1551 od najazdu na ziemie polsko-litewskie i zniszczenia Bracławia na żądanie sułtana Imperium Osmańskiego atakującego równocześnie Węgry.
Rok później wyruszył z odsieczą Chanatowi Kazańskiemu, którego stolica została oblężona przez Iwana Groźnego, lecz jego armia została zmuszona do odwrotu. Car zdobył miasto, a chanat włączył w granice państwa moskiewskiego.
Następnie Dewlet zawarł układ z Polską i Litwą w 1552 skierowany przeciwko Carstwu Rosyjskiemu, który nie uchronił Astrachania od zajęcia go bez walki przez wojska Iwana IV w 1554 i osadzenia na tronie Derwisza Ali, a następnie wcielenia całego Chanatu do Carstwa Moskiewskiego (1556).
W latach 1557–1559 kolejne wyprawy moskiewskie (również z udziałem Kozaków zaporoskich) pod dowództwem księcia Dymitra Wiśniowieckiego pustoszyły osiedla tatarskie przy ujściu Dniepru. Doszło do odnowienia sojuszu Krymu z państwem polsko-litewskim, traktat został zawarty w 1560. Wydawało się, że podbój państwa Tatarów krymskich przez Moskwę jest kwestią kilku najbliższych lat. Wybuch wojny o Inflanty uniemożliwił carowi zaangażowanie swoich sił do zniszczenia Chanatu Krymskiego, dlatego też budował linie obronne mające zabezpieczyć kraj przed najazdami tatarskimi.

Niemal równocześnie z utworzeniem Rzeczypospolitej Obojga Narodów w 1569 rozpoczęła się wojna Imperium Osmańskiego i Chanatu Krymskiego przeciwko Moskwie. Nieudane oblężenie Astrachania zakończyło się klęską Porty Osmańskiej podczas odwrotu z powodu braku wody i żywności.

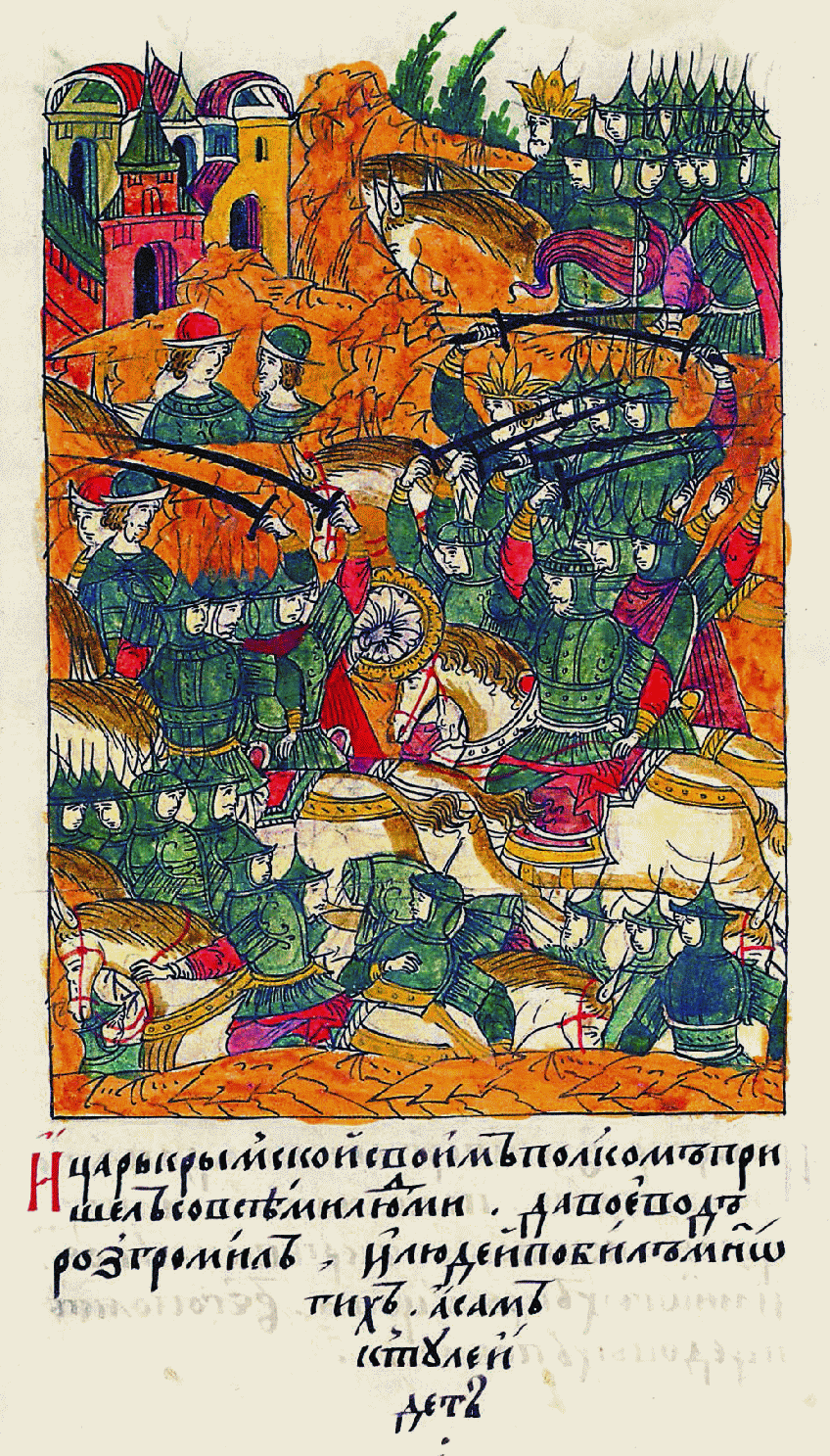
Dewlet Girej (prawy, górny róg) podczas oblężenia Moskwy (rosyjska miniatura z XVI wieku)

W 1571, wykorzystując opriczninę w Rosji, armia Dewleta Gireja otoczyła, a następnie spaliła i złupiła Moskwę (stąd przydomek chana Tacht Augan – Zdobywca Stolicy), tudzież wzięła tysiące jej mieszkańców w jasyr. Jednak już w 1572 roku Tatarzy oraz sprzymierzeni z nimi Wielcy i Mali Nogaje ponieśli klęskę, kładąc kres nadziejom Girejów na odzyskanie Kazania i Astrachania.
Dewlet Girej zmarł w 1577 zarażony dżumą.

## Bibliografia

Chanat Krymski w XVI wieku (kolor jasnozielony)